# Råsåkra
Råsåkra är en bebyggelse i Blentarps socken i Sjöbo kommun, Skåne län, belägen ett par kilometer sydväst om Blentarps tätort på Romeleåsens nordsluttning. Orten består huvudsakligen av fritidshus som blivit permanentboende. 
Före 2015 avgränsade SCB för bebyggelsen här en småort som även omfattade bebyggelse i grannorten Dalvik. Från 2015 ingår området i tätorten Blentarp.